# Гней Октавий (консул 87 пр.н.е.)
Вижте пояснителната страница за други личности с името Гней Октавий.
Гней Октавий (на латински: Gnaeus Octavius; † 87 пр.н.е. в Рим) e политик на късната Римска република.

## Биография
Син е на Гней Октавий (консул 128 пр.н.е.) и внук на Гней Октавий (консул 165 пр.н.е.). Неговият чичо Марк Октавий (трибун 133 пр.н.е.) e против законите на приятеля му Тиберий Гракх и изгонен от народното събрание. Той е роднина на Гай Октавий, бащата на бъдещия император Август.
През 100 пр.н.е. Октавий е против Луций Апулей Сатурнин. През 90 пр.н.е. става претор. През 87 пр.н.е. е избран за консул заедно с Луций Корнелий Цина. Колегата му Цина е против Сула и бяга от Рим. Негов заместник става суфектконсул Луций Корнелий Мерула. Когато Цина с помощта на Гай Марий се връща и чака до Рим, Октавий не успява да тръгне с войска против него. Той е убит по нареждане на Гай Марций Цензорин.
Той е вероятно баща на Луций Октавий (консул 75 пр.н.е.).